# Szilassy Béla
Szilassy Béla (Bolyk, 1881. július 5. – Pekin, Illinois, 1962. december 16.) földbirtokos, nemzetgyűlési szenátor, politikus, református egyházkerületi főgondnok. 

## Élete
Jogi tanulmányait Kolozsvárott végezte, majd Losonc melletti birtokán gazdálkodott. Egyik alapítója volt az Országos Magyar Kisgazda-, Földműves és Kisiparos Pártnak (Magyar Nemzeti Párt). 1920-ban a csehszlovák hatóságok egy időre letartóztatták. 1920-tól a Szlovenszkói és Ruszinszkói Szövetkezett Ellenzéki Pártok Közös Bizottságának adminisztratív elnöke, 1921-től a Szlovenszkói és Ruszinszkói Gazdák Szövetségének (Országos Magyar Gazdaszövetség) ügyvezető elnöke. A Magyar Nemzeti Párt 1925-ös megalakulásától annak egyik alelnöke lett. 1925-től a pártközi Vezérlő Bizottság alelnöke. 1929-1935 között a Magyar Nemzeti Párt, 1937–1938-ban az Egyesült Magyar Párt szenátora volt a prágai törvényhozásban. 
Az első bécsi döntést követően a magyar parlament behívott képviselője lett. A felvidéki ügyek tárca nélküli miniszterének Jaross Andornak államtitkára és az első csehszlovák földbirtokreform revízióját lebonyolító testület kormánybiztosa lett. 
1944 decemberében Németországba távozott és Regensburgban telepedett le. 1948-ban Münchenben alapító elnöke lett a Szlovákiai Magyarok Nemzeti Bizottmányának. 1950-ben az Amerikai Egyesült Államokba költözött. Előbb a Csehszlovákiai Magyarok Nemzeti Bizottmánya, majd 1955-től haláláig a Magyar Felszabadító Bizottság elnöke.
1919-ben kastélyának parkjába helyezték át az eltávolított losonci Kossuth szobor talapzatát.

## Művei
- 1956 Elszakított magyarság. Buenos Aires (tsz. Homonnai Elemér, Zathureczky Gyula)